# The Innocents (Film)
The Innocents (Originaltitel De uskyldige) ist ein Horror-Thriller von Eskil Vogt, der im Juli 2021 bei den Internationalen Filmfestspielen von Cannes seine Premiere feierte und am 3. September 2021 in die norwegischen Kinos kam. Darin experimentieren vier Kinder mit ihren übernatürlichen Fähigkeiten und geraten in einen tödlichen Konflikt, wovon ihr Umfeld nichts mitbekommt.

## Handlung
Die neunjährige Ida und ihre ältere Schwester Anna haben gemeinsam mit ihren Eltern eine Wohnung in einem Apartmentkomplex bezogen. Anna ist Autistin,  gibt nur unartikulierte Laute von sich und zeigt keine Emotionen, weshalb Ida sich einen Spaß daraus macht, sie zu kneifen. In der neuen Wohnumgebung lernt Ida den etwas älteren Ben kennen, der kleine Objekte, die man vor ihm fallen lässt, mit bloßer Gedankenkraft zur Seite ablenken kann. Zusammen quälen sie zum Spaß eine zugelaufene Katze. Als Ben die Katze schließlich tötet, läuft Ida davon. Ein viertes Kind, die jüngere Aisha in einer Nachbarwohnung, hat zu Anna eine geistige Verbindung – sie können gegenseitig ihre Gedanken und Empfindungen wahrnehmen. Durch Aisha kann Anna sich mitteilen und beginnt schließlich sogar, einzelne Worte zu sprechen, worüber ihre Eltern überglücklich sind, ohne eine Erklärung dafür zu haben. Die Fähigkeiten von Aisha, Anna und Ben zeigen sich besonders stark, wenn alle vier Kinder zusammen sind. Fasziniert experimentieren sie im Wald mit Telepathie über immer größere Distanzen.
Ben entwickelt seine telekinetischen Fähigkeiten allein weiter, bald kann er auch schwere Objekte willkürlich bewegen. Einmal fühlt er sich beim gemeinsamen Spiel von den anderen geärgert und lässt Steine auf sie fliegen. Doch Anna hält ihn davon ab, andere zu gefährden. Obwohl sie keine Regung zeigt, hat sie stärkere Fähigkeiten als Ben. Ihr stummer telekinetischer Zweikampf setzt so große Kräfte frei, dass ein Baumstamm birst und Anna von einem fliegenden Holzspan verletzt wird.
Vor Wut über Annas Sieg lässt Ben seiner Mutter eine Pfanne an den Kopf fliegen und kippt der Wehrlosen dann kochendes Wasser auf die Beine, anschließend schaut er ihr reglos beim Sterben zu. Nachts übernimmt er telepathisch die Kontrolle über einen Mann in einer Nachbarwohnung und bringt diesen dazu, einen 14-jährigen Jungen, der Ben geärgert hatte, mit einem Stein zu erschlagen. Als Ben noch einmal Ida trifft, zeigt er ihr, wie er inzwischen dicke Stöcke zerbrechen und Menschen kontrollieren kann. Einem fußballspielenden Jungen bricht er mit Gedankenkraft das Bein. Doch trotz seines gefühlskalten Handelns leidet Ben selbst unter den Folgen seiner Taten.
Als Aisha sich offen gegen Ben stellt, wird sie von ihm telekinetisch gewürgt und nur durch Anna gerettet, die dazwischen tritt. Doch nun wissen die drei Mädchen, dass Ben sie als Gegner betrachtet und auch den Tod des älteren Jungen verursacht hat. Sie bekommen Todesangst. Ihnen ist klar, dass nur Anna die Kraft hat, sie vor Ben zu schützen. Doch Anna wird von ihren Eltern nach den unerklärlichen Ereignissen nicht aus der Wohnung gelassen. Das gibt Ben die Freiheit, Kontrolle über Aishas Mutter zu übernehmen, die ihre Tochter in einer Wahnvorstellung ersticht. Im selben Moment bekommt Anna einen furchtbaren Anfall und hört wieder auf zu sprechen.
Darauf unternimmt Ida einen Versuch, Ben allein aufzuhalten: Sie lädt ihn zum gemeinsamen Spiel ein und stößt ihn dabei von einer Fußgängerbrücke. Ben, nahezu unverletzt, versucht Ida in einem provozierten Verkehrsunfall zu töten, doch sie wird nur am Bein verletzt. Während sie noch an Krücken geht, verlässt Anna in einem unbewachten Moment die Wohnung. Mitten im Trubel des sommerlichen Kinderspielplatzes trägt sie mit Ben, der ihr gegenübersteht, einen unsichtbaren Kampf auf Leben und Tod aus. Ben scheint zunächst stärker und lässt Anna zu Boden fallen, doch als Ida Annas Hand nimmt und weitere umstehende Kinder sich beteiligen, entsteht gegen Ben ein im Sand sichtbares Kraftfeld, das zunächst das Schaukelgerüst, an dem er steht, verformt und ihn schließlich leblos zusammensacken lässt. Die anderen Kinder wenden sich wieder ab, die Erwachsenen haben von dem Geschehen nichts bemerkt. Ida und Anna gehen in ihre Wohnung und werden von ihrer Mutter auf einen Krankenwagen aufmerksam gemacht, der draußen steht.

## Produktion
Regie führte Eskil Vogt, der auch das Drehbuch schrieb. Es handelt sich bei The Innocents um den zweiten Spielfilm des Norwegers als Regisseur nach Blind.
Als Kameramann fungierte Sturla Brandth Grøvlen.
Die Filmmusik komponierte Pessi Levanto. Das Soundtrack-Album mit 18 Musikstücken wurde Anfang September 2021 von MovieScore Media als Download veröffentlicht.
Die Premiere erfolgte am 11. Juli 2021 bei den Internationalen Filmfestspielen von Cannes, wo der Film in der Reihe Un Certain Regard gezeigt wurde. Ende August wurde er beim norwegischen Filmfestival in Haugesund gezeigt und kam am 3. September 2021 in die norwegischen Kinos. Am 29. September 2021 fand die Premiere im deutschsprachigen Raum auf der Zurich Film Festival statt. Im Oktober und November 2021 wird er beim Fantasy Filmfest vorgestellt und ebenfalls im November 2021 bei den Nordischen Filmtagen Lübeck, beim Filmfestival Mannheim-Heidelberg und beim Cork International Film Festival gezeigt. Der Kinostart in Österreich ist am 14. April 2022 geplant. Am 14. April 2022 kam der Film in die deutschen und am 13. Mai 2022 in die US-amerikanischen Kinos. Dort wurde er zuvor im April 2022 beim Seattle International Film Festival gezeigt. Ende April 2022 erfolgten Vorstellungen im Rahmen der Reihe New Directors / New Films, einem gemeinsamen Filmfestival des New Yorker Museum of Modern Art und der Film Society of Lincoln Center. Der Kinostart im Vereinigten Königreich war am 20. Mai 2022 geplant. Im August 2022 wird er beim norwegischen Filmfestival in Haugesund gezeigt.
Die deutsche Synchronisation entstand nach einem Dialogbuch von Jörg Hartung und der Dialogregie von Michael Bauer im Auftrag der Think Global Media GmbH, Berlin. Asya Tolaz leiht in der deutschen Fassung Ida ihre Stimme, Nele Ortmann ihrer Schwester Anna, Francis Fanselow Ben und Sofia Fehr Aisha.

## Rezeption

### Altersfreigabe und Kritiken
In Deutschland wurde der Film von der FSK ab 16 Jahren freigegeben. In der Begründung heißt es, der Film enthalte neben einigen Spannungs- und Bedrohungsszenen auch Gewaltszenen, bei denen mehrfach drastische Verletzungen zu sehen sind. Auch das Thema Selbsttötung komme vor. Jugendliche ab 16 Jahren seien jedoch in der Lage, den Film als realitätsferne Horrorgeschichte zu betrachten und eine emotionale Distanz zu wahren. Eine nachhaltig ängstigende oder sozialethisch desorientierende Wirkung sei ab dieser Altersstufe nicht zu befürchten.
Von den bei Rotten Tomatoes aufgeführten Kritiken sind 96 Prozent positiv bei einer durchschnittlichen Bewertung mit 7,6 von 10 möglichen Punkten.
Alexandra Seitz von epd Film erklärt in ihrer Kritik, die Fragen, die der norwegische Filmemacher und Drehbuchautor Eskil Vogt im Film aufwirft, kämen schnell und seien zahlreich, doch er habe es in seinem Zweitling nicht eilig, sie zu beantworten: „Anstatt an Auf- oder Erklärung des rätselhaften Geschehens arbeitet er lieber daran, das Gefühl der Beunruhigung, das sich bereits zu Beginn einstellte, stetig wachsen zu lassen.“ Unterstützt werde er dabei von dem Sound Design und von vier herausragenden Kinderschauspielern, denen einiges abverlangt werde. Seitz bemerkt weiter: „Kindern war in diesem Genre schließlich noch nie zu trauen, das ist eine alte Faustregel, der der talentierte Nachwuchs hier in aller Form alle Ehre erweist.“
Peter Osteried, Filmkorrespondent der Gilde deutscher Filmkunsttheater, schreibt, es gebe Szenen in diesem Film, die schmerzhaft und kaum zu ertragen seien, bei anderen brodele es unter der Oberfläche: „Es sind Elemente von Geschichten wie Stephen Kings Feuerteufel, die hier bemüht werden, aber das auf eine absolut naturalistische Art und Weise. Der Film wirkt glaubwürdig, weil er die Szenen mit phantastischem Gehalt nie über Gebühr beansprucht, im letzten Akt aber eine erstaunliche Dringlichkeit aus ihnen herauskitzelt.“ So sei The Innocents ein starker Genre-Beitrag und für Fans des Phantastischen ebenso zu empfehlen wie für jeden, der ein handfestes Drama sehen will, zumal die kindlichen Darsteller allesamt hervorragend seien.

### Auszeichnungen
Der Film befand sich in einer Vorauswahl für den Europäischen Filmpreis 2021. Im Folgenden weitere Auszeichnungen und Nominierungen.
Amandaprisen 2022
- Nominierung als Bester norwegischer Film (Maria Ekerhovd)
- Nominierung als Bester Hauptdarsteller (Sam Ashraf)
- Nominierung als Beste Hauptdarstellerinnen (Rakel Lenora Fløttum, Alva Brynsmo Ramstad und Mina Yasmin Bremseth Asheim)
- Auszeichnung für die Beste Regie (Eskil Vogt)
- Nominierung für das Beste Drehbuch (Eskil Vogt)
- Auszeichnung für den Besten Filmschnitt (Jens Christian Fodstad)
- Auszeichnung für das Beste Sound Design (Gisle Tveito und Gustaf Berger)
- Nominierung für die Beste Filmmusik (Pessi Levanto)
- Auszeichnung für die Beste Kamera (Sturla Brandth Grøvlen)
- Nominierung für die Besten visuellen Effekte (Esben Syberg und Ludvig Friberg)[22][23]

Cleveland International Film Festival 2022
- Nominierung im International Narrative Competition (Eskil Vogt)[24]

Europäischer Filmpreis 2021
- Auszeichnung für den Besten Ton (Gisle Tveito und Gustaf Berger)

Fangoria Chainsaw Awards 2023
- Nominierung als Bester internationaler Spielfilm[25]

Fantastic Fest 2021
- Auszeichnung für die Beste Regie im Wettbewerb (Eskil Vogt)[26]

Göteborg International Film Festival 2022
- Nominierung im Nordic Competition
- Auszeichnung mit dem Publikumspreis im Nordic Competition
- Auszeichnung für die Beste Kamera (Sturla Brandth Grøvlen)[27][28]

Internationale Filmfestspiele von Cannes 2021
- Nominierung für den Prix Un Certain Regard (Eskil Vogt)

International Istanbul Film Festival 2022
- Nominierung im internationalen Wettbewerb[29]

Montclair Film Festival 2021
- Nominierung im The Future/Now Competition
- Auszeichnung mit dem Preis der Junior Jury[30]

Nordische Filmtage Lübeck 2021
- Nominierung im Wettbewerb Spielfilme

Sitges Film Festival 2021
- Nominierung als Bester Film im Official Fantàstic Competition (Eskil Vogt)
- Lobende Erwähnung[31][32]